# Coppa Intercontinentale di skeleton 2019
La Coppa Intercontinentale di skeleton 2019 è stata l'edizione 2018-2019 del circuito mondiale di secondo livello dello skeleton, manifestazione organizzata dalla Federazione Internazionale di Bob e Skeleton; è iniziata il 15 novembre 2018 a Innsbruck, in Austria, e si è conclusa il 25 gennaio 2019 a Lake Placid, negli Stati Uniti. Vennero disputate sedici gare: otto per le donne e altrettante per gli uomini in quattro differenti località.
Vincitori dei trofei, conferiti agli atleti classificatisi per primi nel circuito, sono stati la ceca Anna Fernstaedtová nel singolo femminile e il sudcoreano Jung Seung-gi in quello maschile.

## Calendario
| Località    | Data                | Donne | Uomini |
| ----------- | ------------------- | ----- | ------ |
| Innsbruck   | 15–16 novembre 2018 | ●●    | ●●     |
| Winterberg  | 23–24 novembre 2018 | ●●    | ●●     |
| Park City   | 18–19 gennaio 2019  | ●●    | ●●     |
| Lake Placid | 24–25 gennaio 2019  | ●●    | ●●     |
| Totale      | Totale              | 8     | 8      |

## Risultati

### Donne
| Data             | Località    | Prime classificate            | Seconde classificate          | Terze classificate           |
| ---------------- | ----------- | ----------------------------- | ----------------------------- | ---------------------------- |
| 15 novembre 2018 | Innsbruck   | Janine Flock Austria          | Laura Deas Regno Unito        | Sophia Griebel Germania      |
| 16 novembre 2018 | Innsbruck   | Janine Flock Austria          | Laura Deas Regno Unito        | Megan Henry Stati Uniti      |
| 23 novembre 2018 | Winterberg  | Laura Deas Regno Unito        | Janine Flock Austria          | Anna Fernstaedtová Rep. Ceca |
| 24 novembre 2018 | Winterberg  | Laura Deas Regno Unito        | Janine Flock Austria          | Anna Fernstaedtová Rep. Ceca |
| 18 gennaio 2019  | Park City   | Susanne Kreher Germania       | Anna Fernstaedtová Rep. Ceca  | Kelly Curtis Stati Uniti     |
| 19 gennaio 2019  | Park City   | Kelly Curtis Stati Uniti      | Susanne Kreher Germania       | Anna Fernstaedtová Rep. Ceca |
| 24 gennaio 2019  | Lake Placid | Ashleigh Pittaway Regno Unito | Brogan Crowley Regno Unito    | Anna Fernstaedtová Rep. Ceca |
| 25 gennaio 2019  | Lake Placid | Susanne Kreher Germania       | Ashleigh Pittaway Regno Unito | Anna Fernstaedtová Rep. Ceca |

### Uomini
| Data             | Località    | Primi classificati             | Secondi classificati           | Terzi classificati                                           |
| ---------------- | ----------- | ------------------------------ | ------------------------------ | ------------------------------------------------------------ |
| 15 novembre 2018 | Innsbruck   | Craig Thompson Regno Unito     | Marcus Wyatt Regno Unito       | Kilian von Schleinitz Germania e Jung Seung-gi Corea del Sud |
| 16 novembre 2018 | Innsbruck   | Marcus Wyatt Regno Unito       | Jung Seung-gi Corea del Sud    | Samuel Maier Austria                                         |
| 23 novembre 2018 | Winterberg  | Jung Seung-gi Corea del Sud    | Kilian von Schleinitz Germania | Marcus Wyatt Regno Unito                                     |
| 24 novembre 2018 | Winterberg  | Kilian von Schleinitz Germania | Marcus Wyatt Regno Unito       | Jung Seung-gi Corea del Sud                                  |
| 18 gennaio 2019  | Park City   | Felix Keisinger Germania       | Jung Seung-gi Corea del Sud    | Craig Thompson Regno Unito                                   |
| 19 gennaio 2019  | Park City   | Felix Keisinger Germania       | Alexander Gassner Germania     | Kim Ji-soo Corea del Sud                                     |
| 24 gennaio 2019  | Lake Placid | Felix Keisinger Germania       | Alexander Gassner Germania     | Jung Seung-gi Corea del Sud                                  |
| 25 gennaio 2019  | Lake Placid | Felix Keisinger Germania       | Jung Seung-gi Corea del Sud    | Craig Thompson Regno Unito                                   |

## Classifiche

### Donne
| Pos. | Nome atleta         | Nazione     | INN-1 | INN-2 | WIN-1 | WIN-2 | PKC-1 | PKC-2 | LAK-1 | LAK-2 | Punti |
| ---- | ------------------- | ----------- | ----- | ----- | ----- | ----- | ----- | ----- | ----- | ----- | ----- |
| 1    | Anna Fernstaedtová  | Rep. Ceca   | 6     | 5     | 3     | 3     | 2     | 3     | 3     | 3     | 800   |
| 2    | Ashleigh Pittaway   | Regno Unito | 7     | 7     | 4     | 7     | 5     | 5     | 1     | 2     | 762   |
| 3    | Megan Henry         | Stati Uniti | 4     | 3     | 8     | 10    | 6     | 6     | 8     | 11    | 674   |
| 4    | Susanne Kreher      | Germania    | -     | -     | 6     | 4     | 1     | 2     | 5     | 1     | 626   |
| 5    | Corinna Leipold     | Germania    | 13    | 12    | 7     | 8     | 11    | 10    | 6     | 5     | 608   |
| 6    | Alina Tararyčenkova | Russia      | 24    | 8     | 10    | 14    | 4     | 8     | 7     | 8     | 570   |
| 7    | Anastasija Ŝlapak   | Russia      | 10    | 14    | 10    | 12    | 9     | 4     | 16    | 17    | 528   |
| 8    | Brogan Crowley      | Regno Unito | 11    | 10    | 14    | 13    | 13    | 12    | 2     | DNF   | 490   |
| 9    | Lanette Prediger    | Canada      | 15    | 16    | 16    | 15    | 8     | 14    | 11    | 10    | 476   |
| 10   | Laura Deas          | Regno Unito | 2     | 2     | 1     | 1     | -     | -     | -     | -     | 460   |

### Uomini
| Pos. | Nome atleta     | Nazione       | INN-1 | INN-2 | WIN-1 | WIN-2 | PKC-1 | PKC-2 | LAK-1 | LAK-2 | Punti |
| ---- | --------------- | ------------- | ----- | ----- | ----- | ----- | ----- | ----- | ----- | ----- | ----- |
| 1    | Jung Seung-gi   | Corea del Sud | 3     | 2     | 1     | 3     | 2     | 4     | 3     | 2     | 852   |
| 2    | Craig Thompson  | Regno Unito   | 1     | 4     | 8     | 8     | 3     | 6     | 6     | 3     | 756   |
| 3    | Kim Ji-soo      | Corea del Sud | 7     | 6     | 7     | 5     | 11    | 3     | 4     | 4     | 710   |
| 4    | Egor Veselov    | Russia        | 8     | 9     | 6     | 7     | 5     | 7     | 10    | 9     | 652   |
| 5    | Felix Seibel    | Germania      | 12    | 12    | 4     | 4     | 7     | 11    | 13    | 8     | 612   |
| 6    | Yan Wengang     | Cina          | 13    | 8     | 11    | 11    | 4     | 7     | 12    | 12    | 584   |
| 7    | Mike Rogals     | Stati Uniti   | 14    | 13    | 14    | 13    | 7     | 9     | 5     | 5     | 576   |
| 8    | Nathan Crumpton | Stati Uniti   | 15    | 17    | 16    | 15    | 9     | 5     | 7     | 6     | 536   |
| 9    | Felix Keisinger | Germania      | -     | -     | -     | -     | 1     | 1     | 1     | 1     | 480   |
| 10   | Marcus Wyatt    | Regno Unito   | 2     | 1     | 3     | 2     | -     | -     | -     | -     | 442   |